# 조지아
조지아(영어: Georgia), 그루지야(러시아어: Грузия), 또는 현지어로 사카르트벨로(조지아어: საქართველო [sɑkʰɑrtʰvɛlɔ] (도움말·정보))는 캅카스 지역에 위치한 동유럽 국가이다. 면적은 7만 7000 km2이며, 조지아의 인구는 2022년 추계로 368만 8647명이다. 그리고 조지아의 북쪽은 러시아, 남쪽은 튀르키예와 아르메니아, 남동쪽은 아제르바이잔과 국경을 접하고 있다. 조지아의 수도는 트빌리시이다. 또한 1936년 소비에트 연방을 구성하던 공화국의 하나인 그루지야 소비에트 사회주의 공화국을 이루다가 1991년 4월 9일 독립하였다. 또한 현재 조지아 영역 안에는 친러 성향으로 조지아에서 독립하려고 하는 압하지야와 남오세티야가 포함되어 있으며, 이 지역들은 러시아로부터 독립을 승인받았을 뿐 대다수 국가로부터 독립 국가로 인정받지 못하고 있다. 소비에트 연방의 공산당 서기장으로 1924년부터 1953년까지 약 30년간 국가 원수였던 스탈린이 조지아 출신이다.
또한 흑해에 면한 서부는 습윤한 아열대 기후 지역, 동부는 건조한 스텝 기후 지역이다. 주민은 조지아인이 70%, 아르메니아인이 8%, 러시아인이 6%, 아제리인이 6%, 오세트인이 3% 등이다. 아열대 농업지대에서는 차·귤·레몬·담배·올리브의 재배와 양잠이 행해지며, 동부에서는 양의 이목(移牧)이 성하다. 광물자원(망간·철)과 수력자원이 풍부하여, 제철, 기계, 트럭 등의 공업이 발달해 있다.

## 국호
현지인들이 자신의 나라를 부를 때는 사카르트벨로라고 한다.
대외적으로 러시아식 표기인 그루지야로 통용되어 왔으나, 2008년 러시아의 자국 침공 이후 중앙정부는 자국어 표기인 사카르트벨로나 영어식으로 조지아(Georgia)로 수정해달라고 요구해왔다.
2010년에 조지아 정부에서 대한민국을 비롯한 주변 국가에 자국 국명을 러시아어식 표기를 대체해 표기해 달라고 공식 요청하였으며, 대한민국은 조지아로 한국어 표기를 수정했다.

## 역사
조지아가 속해 있는 캅카스 지역은 흑해와 카스피해 사이의 지협으로 아시아와 유럽의 중간에 있어 오랫동안 각 방향에서 온 강대국의 침략을 받아 세계에서 가장 혼란스러운 인종분포를 보이는 곳이다. 조지아는 아제르바이잔, 아르메니아와 함께 캅카스 지역 국가에 속해 있으며 소련에서 떨어져 나온 신생국가다. 3개국이 처음으로 통일된 것은 10세기-13세기였으나 해체됐다가 18세기에 들어 재편성되었다. 조지아는 전략적으로 중요한 위치로서 조지아가 처음으로 침략받은 것은 기원전 8세기 그리스로부터였다.
터키의 아나톨리아가 1세기 후 동부지역으로 옮겨와 이베리아 왕국을 건설했다. 기원전 550년에서 300년 사이에는 페르시아 제국, 마케도니아 왕국, 셀레우코스 왕조의 침략을 받다가 189년에 로마 제국이 셀레우코스 왕조를 물리치고 독립 아르메니아를 건설했다. 백 년 후 동부의 로마 제국은 카스피해에서 터키중부까지 차지해 현재 조지아 형성에 결정적인 역할을 했다.
400년경에는 서아르메니아와 서조지아가 비잔티움 제국에 의해 지배를 받았고 이베리아의 동부는 7세기 중반 무슬림 아랍의 지배를 받기 전까지 페르시아 제국이 점령하고 있었다. 아랍과 비잔틴의 다툼은 1060년 아르메니아를 점령한 셀주크 제국의 지배를 받는다. 절대다수의 우수한 조지아 기독교인들이 피난을 갔는데 이 당시는 조지아가 이베리아란 이름으로 결합해 있던 시기다. 1122년 아랍제국에 의해 트빌리시가 회복되던 시기는 조지아의 황금시기로 아제르바이잔의 서부와 터키의 동부까지 영토가 확장돼 있었다.
이 안정과 번영은 오래가지 못하고 곧 몽골 제국의 침입으로 멸망하기 시작하였고 이후 800년 동안 조지아는 다른 민족의 지배를 받게 되었다. 이후 조지아는 여러 봉건 제후들로 분할되어 사파비 페르시아와 오스만 제국의 통치를 받았고, 18세기 이후 러시아 제국의 세력도 확대해 오기 시작했다. 18세기 후반 러시아의 예카테리나 대제는 군대를 이끌고 오스만 제국이 점령하던 조지아 서부 지역으로 진출하여 그 세력을 확대했고 페르시아가 점령했던 지역을 획득했다. 1870년 오스만 제국으로부터 조지아의 지배권을 완전히 얻었다.
이후 조지아 지역의 민족사회주의자 운동은 제1그룹, 제2그룹, 제3그룹으로 나뉘어 있었으며 가장 진보적인 제3그룹은 이오세브 주가슈빌리가 속해 있었는데 그는 나중에 이름을 러시아식으로 "철의 남자"로 바꾼 이오시프 스탈린이다. 1917년 혁명으로 러시아 제국이 붕괴되자 조지아는 조지아 민주 공화국을 세우고 독립을 선언했다. 공화국은 국제적으로 독립을 인정받았고, 러시아도 독립을 승인했다. 그러나 소련의 붉은 군대는 다시 조지아를 점령하여 소련에 편입시키고 아르메니아, 아제르바이잔과 함께 자캅카스 연방을 수립해서 소비에트 연방을 구성하는 공화국으로 만들었다. 본래 조지아 출신이었던 스탈린은 조지아 민족주의자 십만 명 이상을 시베리아 강제수용소로 보냈다. 1936년 자캅카스 연방을 해체하여 각각 그루지야, 아르메니아, 아제르바이잔으로 분리되어 조지아의 국명을 되찾았지만 독립하지 못하고 계속 소련을 구성하는 공화국의 하나로 남아 있었다.
소련 시절, 조지아의 민족운동은 억압되었으나, 한편으로는 소련의 중앙 정부와 타협하여 소련 중앙 정치무대에 고위직으로 등장하는 조지아 출신 인물도 있었는데, 그루지야 공산당 제1서기를 지내다가 1985년 고르바초프 정권 출범 후 소련 외무장관이 된 에두아르드 셰바르드나제가 대표적이다. 1970년대에 소련에 반발하는 움직임이 있어왔고, 동시에 공화국 내의 소수민족인 압하스나 남오세티야와의 갈등도 떠오르기 시작했다. 이러한 민족 대립은 1980년대 고르바초프 시대 이후 더욱 심해졌으며 조지아인들은 조지아의 소련 독립을 시도하고 동시에 압하스의 분리 독립 운동을 저지하려고 했다. 복잡한 정국 속에 1989년 트빌리시에서 시위 중이던 군중에게 소련군이 발포하여 수십명이 사망하는 사건이 일어나 독립 운동은 더욱 가속화되었다. 개혁, 개방 열풍 속에 1990년 조지아 역사상 최초의 다당제 선거가 실시됐고 친러시아 성향의 압하지야와 남오세티야 지역에서는 소련 잔류를 원하며 독립 다툼이 일어났으나 조지아는 소련 해체에 앞서 1991년 4월 9일 독립을 선언했다. 소련 해체가 확정되고 1991년 12월 25일 조지아는 완전히 독립하여 조지아 공화국이라는 새로운 독립국이 되었으나, 국내의 정파 대립과 민족 문제로 1992년 ~ 1994년 내전에 돌입하여 사실상 무정부 상태에 빠졌다.
독립 선언과 함께 초대 대통령이 된 즈비아드 감사후르디아는 1992년 축출되었고, 소련의 외무장관 출신으로 세계적으로 유명한 인물이던 에두아르드 셰바르드나제가 국제적인 관심 속에 국가원수직을 대행했다. 그러나 내전과 정정 불안이 계속되자 전 대통령 감사후르디아는 망명 후 쿠데타를 기도했으나 실패하였고 결국 자살로 생을 마감했다. 셰바르드나제는 1995년 정식으로 대통령으로 취임했고 1997년 무렵부터 정부를 안정시켰다. 그러나 국내의 대립과 취약한 경제 사정으로 조지아는 계속 어려운 상황에 처해 있었고, 셰바르드나제 대통령도 2003년 선거 부정 등의 혐의로 장미 혁명으로 불리는 시민 운동으로 실각하는 등 정정 불안이 계속되었다.

## 정치

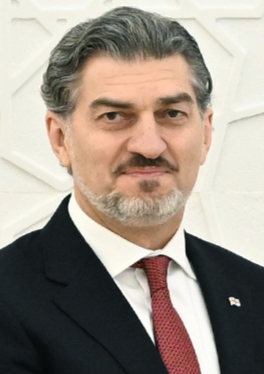
미헤일 카벨라슈빌리 조지아 현 대통령

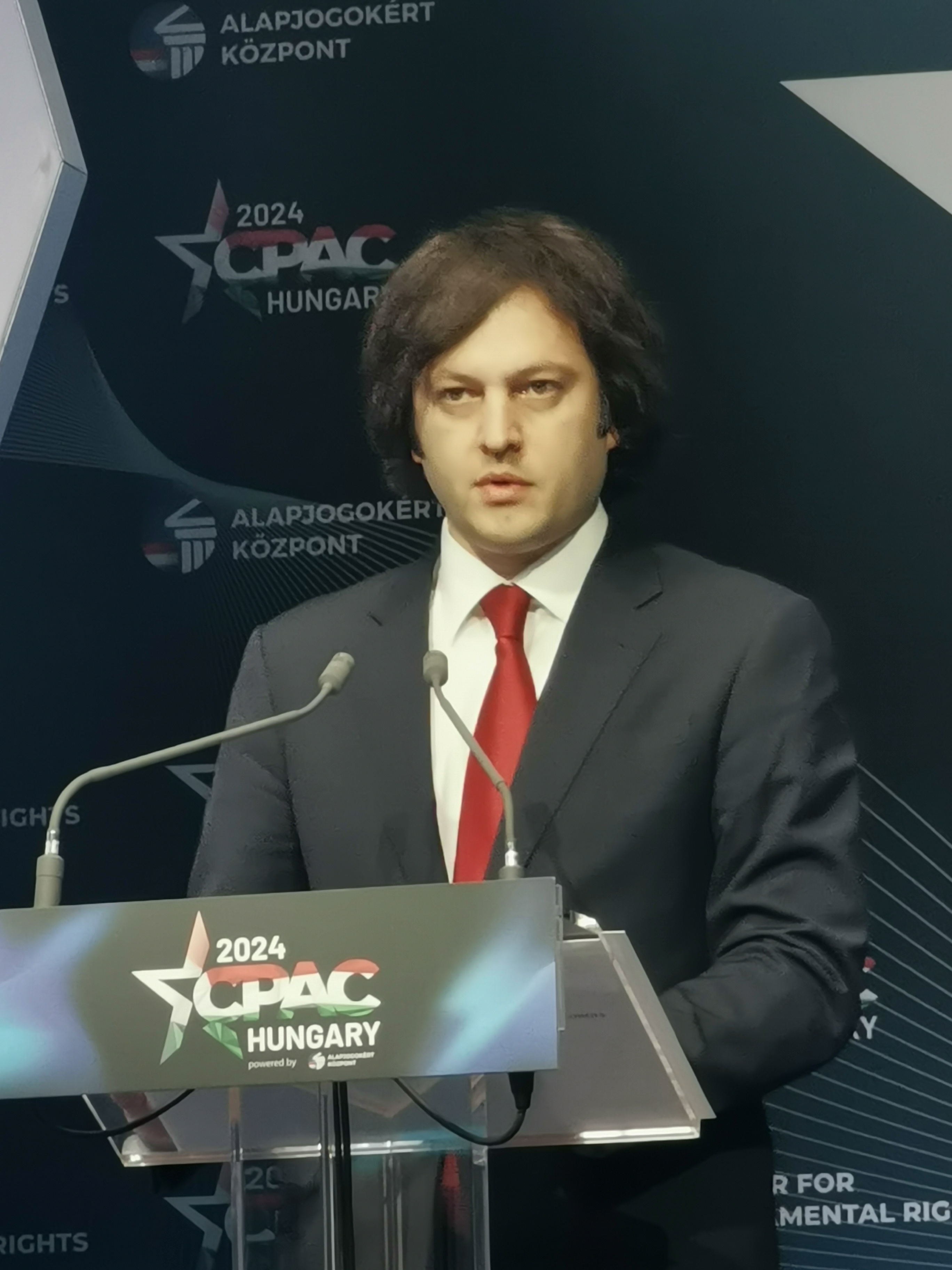
이라클리 코바히제 조지아 현 총리

2003년의 의회 선거에의 부정으로 인한 위기로 에두아르트 셰바르드나제는 11월 23일 "장미혁명"으로 은퇴하였다. 니노 부르자나제가 임시 대통령으로 있다가 2004년 1월 4일 민주국가운동(구 연합국가운동)의 미헤일 사카시빌리가 대통령에 당선되었다.
3월 28일 시행된 새 의회 선거에서 민주국가운동은 75%에 달하는 압도적인 승리를 거두었다. 제2당인 우익연대는 약 7%의 의석을 확보하였다. 이 선거는 아자리아(Ajaria)의 지도자 아슬란 아바시제와 중앙정부 사이의 긴장에도 불구하고 조지아 독립 이후 가장 자유로웠던 선거이다.
조지아 중앙정부와 아쟈리아 사이의 긴장은 선거 이후부터 4월 말까지 급속도로 증가, 5월 1일 아바시제가 조지아 정부의 군사 시위에 대해 아쟈리아와 조지아를 연결하는 촐로키 강에 놓인 세 개의 다리를 파괴하며 절정에 이르렀다. 5월 5일 아바시제는 바투미에서 행해진 그의 퇴진을 요구하는 대규모 시위로 인해 쫓겨나게 되었다.
2005년 2월 3일 수상 주라브 주바니아가 크베모 카르틸리의 부지사인 라울 우수포브의 집에서 일산화탄소 중독으로 사망하였다. 그 날 비상내각이 소집되었고 바라미제가 수상 직무대행으로 임명되었다.
2008년 8월에 조지아와 러시아는 짧지만 피해가 큰 전쟁을 벌였으며 그 결과 독립 국가 연합에서 탈퇴한다고 선언했다. 그리고 2008년 8월 30일에 조지아는 러시아와의 외교관계를 단절하기로 선언했다. 러시아가 압하지야와 남오세티야의 독립을 승인하자, 조지아는 자치 공화국과 1991년에 맺었던 휴전 협정을 폐기했다. 결국, 9월 3일에 조지아와 러시아의 외교관계는 공식적으로 단절되었다. 전쟁이 끝난 뒤 9월 23일에는 조지아는 남오세티야 남쪽상공을 지나고 있던 러시아 정찰기를 격추했다고 주장했지만, 러시아에선 이를 부인했다. 최근 BBC는 조지아군이 남오세티야에서 민간인 학살을 자행했다고 보도하였으나, 미헤일 사카시빌리 대통령은 이를 부인했다. 조지아는 1994년에 니카라과와 외교관계를 맺었지만, 남오세티야와 압하스 공화국의 독립을 인정했다는 이유로 2008년 11월 29일에 외교관계를 단절했다. 조지아에서는 반정부 시위가 자주 일어나고 있으며 야당과 정부 간에 충돌이 일어남에 따라 정국 불안이 고조되고 있다. 조지아와 러시아는 남오세티야 전쟁이 끝난 지 2년이 흘렀지만 긴장은 아직 풀리지 않고 있다. 조지아는 총선에서 친러성향의 야당이 승리했다. 그리고 총선에서 승리하면서 2013년부터는 의원내각제 형태의 제도를 도입할 것이라고 밝혔다. 이바니시빌리는 총선에서 승리했지만, 첫 방문국은 미국이라고 밝혔다. 2012년 10월 4일에 벨라루스의 알렉산드르 루카셴코가 온갖 방법으로 조지아를 CIS 복귀를 주도하겠다고 밝혔지만, 조지아 측에서는 벨라루스 대통령의 발언은 신중하지 못했다고 밝혔다.

## 지리
조지아는 흑해의 동쪽, 캅카스산맥 지역에 위치해 있다. 북부에 러시아, 동부에 아제르바이잔, 남동부에 아르메니아, 남부에 터키가 있다. 산악지역으로 대 캅카스산맥이 북쪽 국경으로 이어지고 소 캅카스산맥은 남부 국경이고 두 산맥의 중앙으로 330km의 평지가 흑해로 연결된다. 작은 영토에도 불구하고 복잡한 지형과 다양한 기후의 영향으로 인해 다양한 식물이 서식한다. 산맥은 기온의 변화를 막아 조지아는 지리적으로 환경적으로 생태학 시스템이 격리되어 특유한 다양성이 분포한다. 산림지역은 2.7백만 헥타르의 크기로 국토의 38%를 차지하며 100여종의 동물, 330여종의 조류, 48종의 파충류, 11종의 양서동물, 160여종의 물고기가 서식하고 있다.

## 기후
기온은 지역에 따라 습한 아열대 기후부터 빙하 지형까지 다양하다. 아열대 기후는 서부지역에 분포하며 동부보다 적은 비가 내린다. 트빌리시(트빌리는 조지아어로 "따뜻하다"는 의미)의 평균 겨울 기온은 1월에 1도이며 여름에는 25도로 쾌적한 온도다. 즉 온대기후이다.

## 행정 구역
수도는 트빌리시이다. 9개 주와 압하스 공화국, 아자리야 공화국의 두 자치 공화국으로 구성되어 있다. 남오세티야는 조지아의 자치주이나, 현재 러시아와의 분쟁으로 그 지위가 불안정한 상태이다.

## 주민 및 인구
주민의 상당수는 조지아인(83.8%)이다. 그 외에도 아르메니아인, 러시아인, 아제르바이잔인, 오세트인, 압하지아인 등이 있다.

## 언어
공용어는 남캅카스어족에 속하는 조지아어(71%)이다. 그 외에도 러시아어(9%), 아르메니아어(7%), 아제르바이잔어(6%), 튀르키예어, 우크라이나어 등이 사용되고 있다. 러시아어는 구 소련시절엔 주요 외국어로 가르쳤지만, 소련 해체 이후에는 러시아어 교육이 폐지되면서 사용자가 줄게 되었다. 2008년 전쟁 이후엔 1곳을 제외한 모든 방송국 채널에서 러시아어 더빙을 금지하는 정책을 실시하기도 했다. 하지만 구 소련의 영향으로 지금도 쓰이고 있다.
조지아는 프랑스어사용국기구(프랑코포니)의 참관국이다.

## 종교
| 종교 구성 (조지아)  | 종교 구성 (조지아)  | 종교 구성 (조지아) | 종교 구성 (조지아) | 종교 구성 (조지아) |
| ------------------- | ------------------- | ------------------ | ------------------ | ------------------ |
|                     |                     |                    |                    |                    |
| 동방 정교회         | 동방 정교회         |                    | 83.4%              | 83.4%              |
| 이슬람교            | 이슬람교            |                    | 10.7%              | 10.7%              |
| 아르메니아 사도교회 | 아르메니아 사도교회 |                    | 2.9%               | 2.9%               |
| 로마 가톨릭교회     | 로마 가톨릭교회     |                    | 1%                 | 1%                 |
| 기타                | 기타                |                    | 2%                 | 2%                 |

조지아의 종교는 다음과 같은 비율로 구성된다.
- 동방 정교회: 83.4%
- 이슬람교: 10.7%
- 아르메니아 사도교회: 2.9%
- 로마 가톨릭교회: 1%
- 불교 및 기타: 2%

## 문화
몽골의 침입을 받기 전 조지아 왕국의 황금시대인 12세기 초까지는 다양한 형태의 예술이 크게 발전하였지만, 그 후 몇 세기 동안은 계속 퇴보하였다. 그러나 민속음악과 민속무용은 조지아 문화의 명맥을 이어왔고 20세기 후반에는 연극과 영화가 중요한 역할을 했다.

## 스포츠
축구가 가장 인기가 많으며 그 다음으로 럭비가 인기가 많다.

## 관광지

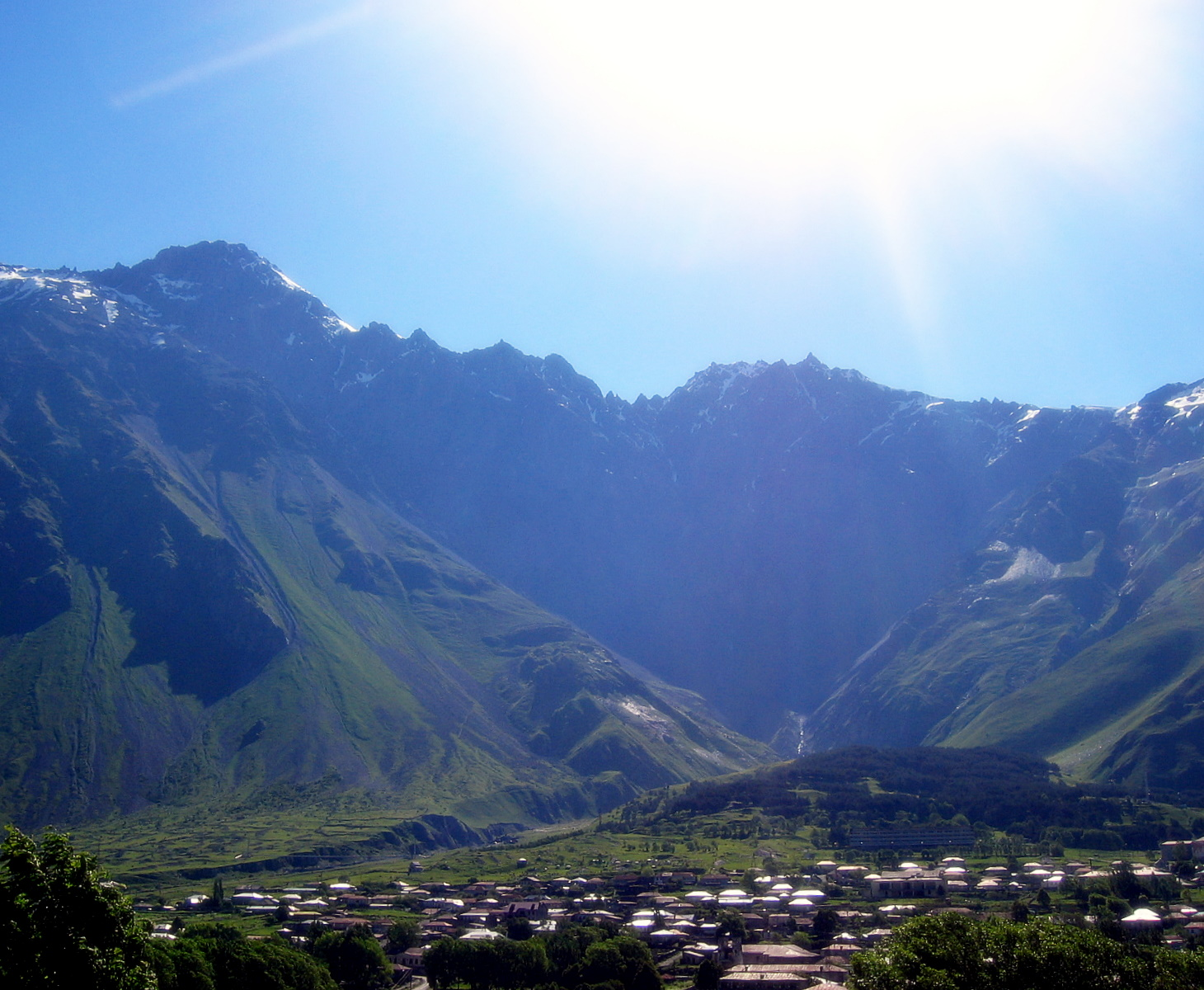
카즈베기산 Kazbegi

조지아에는 카즈베크산처럼 스위스와 같이 참으로 경이로운 자연 환경이 있다. 다양한 종류의 조지아 특유의 와인이 생산되며, 다양한 종류의 민속음식이 국제인의 입맛에 맞고, 여러 가지 공연이 펼쳐지고 있어서 스위스인을 포함한 유럽인들도 자주 방문을 하는 곳이다.

## 음식

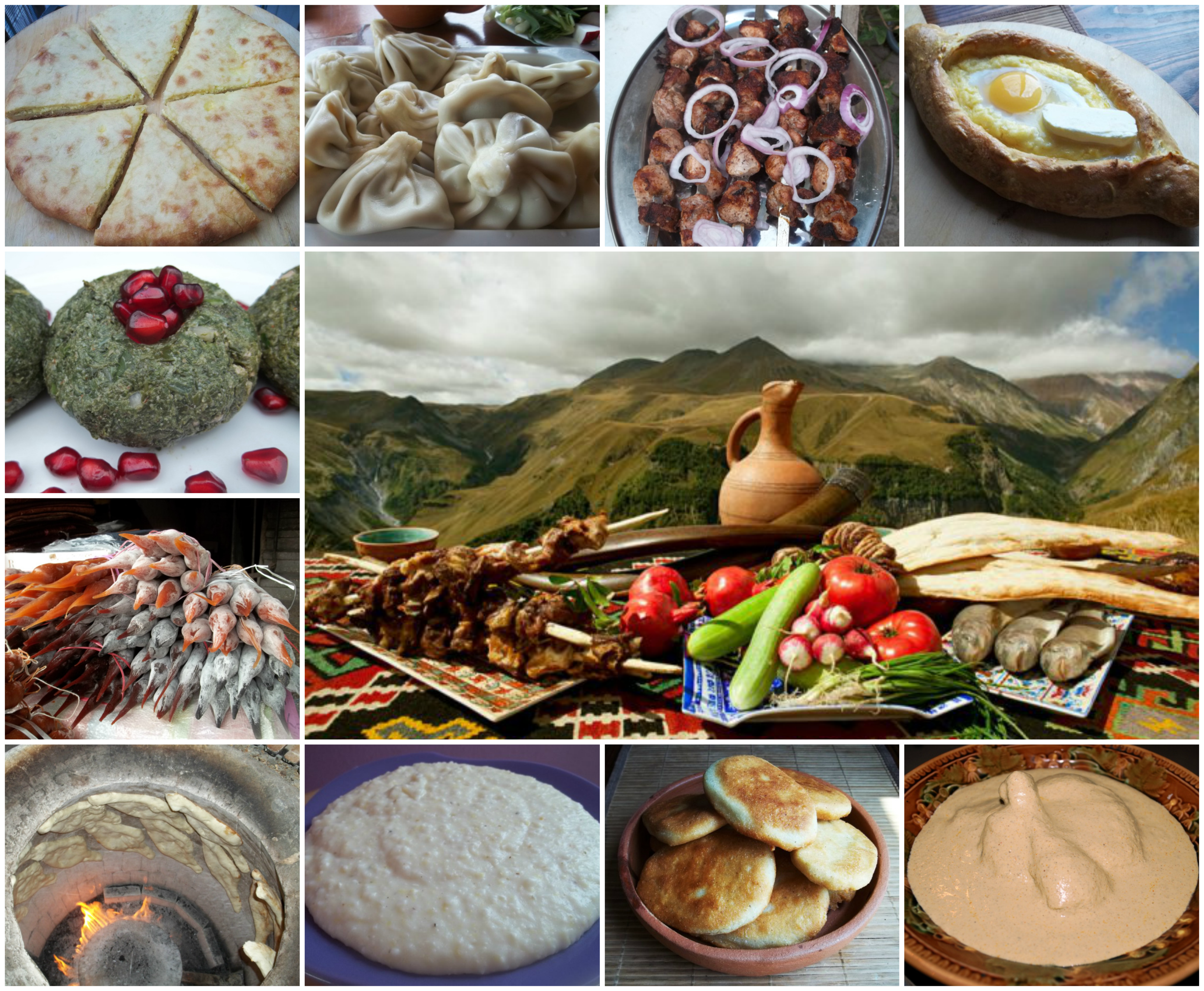
위쪽의 우측에서 좌측 순으로 조지아의 유명한 음식 종류별 소개: 아드리안 하차푸리, 므츠바디, 힌칼리, 임머리티안등 하차푸리, 프할리, 추르치헬라, 쇼티스 푸리, 엘아르지, 므차디, 사치비

조지아의 요리와 와인은 수세기에 걸쳐 각 시대의 전통을 적용하여 발전해 왔다. 식사의 가장 일반적인 전통 중 하나는 위 또는 조지 왕조 식탁이며, 이는 또한 친구 및 가족과 사교적인 방식이기도 하다. 조지아의 음식은 모두가 즐겁게 지낼 수 있도록 하는 것을 중시한다. 조지아의 여러 역사적인 지역은 그들만의 특색 있는 요리로 유명하다 : 예를 들어, 동부 산악지대 조지아의 힌칼리(고기 만두), 주로 이메레티, 사메그렐로 및 아드자라의 하차푸리 등이 유명한 음식이며 조지아 전통 요리 이외에도 러시아, 그리스 및 최근 중국의 이민자들에 의해 다른 나라의 음식이 최근에 전해졌다.

## 교통
조지아는 지리 구조상 도로망과 철도망이 원활하지 못하고, 항공 교통까지 다소 빈약하다. 항공 교통은 플라이두바이, 터키항공, 아제르바이잔 항공 등과 같은 항공사도 운항하고 있으며, 러시아 국적의 항공사도 조지아에 정기편을 취항하고 있다. 그 외에도 도로망 역시 아시안 하이웨이 81호선과 아시안 하이웨이 82호선, 유럽 고속도로 60호선, 유럽 고속도로 117호선 등이 해당 국가를 관통하고 있으며 조지아 고속도로 S1호선, 조지아 고속도로 S8호선, 조지아 고속도로 S11호선, 조지아 고속도로 S3호선, 조지아 고속도로 S6호선 등 각종 고속도로 노선도 개통되어 있다.

### 조지아
- (조지아어/영어) (http://gov.ge/ 조지아 정부 공식 홈페이지)
- (조지아어/영어) (http://www.president.gov.ge/ 조지아 대통령 사이트)
- (조지아어/영어) (http://www.parliament.ge/ 조지아 의회 사이트)
- (조지아어/러시아어/영어) (https://web.archive.org/web/20070923223135/http://www.mfa.gov.ge/?lang_id=GEO 조지아 외무부)

### 해외
- (영어) {http://www.cia.gov/cia/publications/factbook/geos/gg.html 보관됨 2006-04-14 - 웨이백 머신 CIA의 세계정보(조지아편)}
- (영어/러시아어/조지아어/독일어) (https://web.archive.org/web/20081201143100/http://www.allgeo.org/ 조지아에 관한 모든 정보)